# Л'Анс-о-Клер
Л'Анс-о-Клер (англ. L'Anse-au-Clair) — містечко в Канаді, у провінції Ньюфаундленд і Лабрадор.

## Населення
За даними перепису 2016 року, містечко нараховувало 216 осіб, показавши зростання на 12,5%, порівняно з 2011-м роком. Середня густина населення становила 3,5 осіб/км².
З офіційних мов обидвома одночасно володіли 20 жителів, тільки англійською — 195. Усього 5 осіб вважали рідною мовою не одну з офіційних.
Працездатне населення становило 62,8% усього населення, рівень безробіття — 29,6% (27,3% серед чоловіків та 25% серед жінок). 92,6% осіб були найманими працівниками, а 11,1% — самозайнятими.

## Клімат
Середня річна температура становить 1°C, середня максимальна – 16,6°C, а середня мінімальна – -18°C. Середня річна кількість опадів – 1 057 мм.
| Клімат поселення                              | Клімат поселення | Клімат поселення | Клімат поселення | Клімат поселення | Клімат поселення | Клімат поселення | Клімат поселення | Клімат поселення | Клімат поселення | Клімат поселення | Клімат поселення | Клімат поселення | Клімат поселення |
| Показник                                      | Січ.             | Лют.             | Бер.             | Квіт.            | Трав.            | Черв.            | Лип.             | Серп.            | Вер.             | Жовт.            | Лист.            | Груд.            |                  |
| Середній максимум, °C                         | −7,23            | −6,34            | −1,34            | 4,38             | 9,33             | 14,15            | 16,50            | 16,63            | 12,71            | 7,36             | 1,82             | −4,71            |                  |
| Середня температура, °C                       | −12,63           | −11,76           | −6,74            | −1,02            | 3,94             | 8,73             | 13,42            | 13,55            | 9,63             | 4,28             | −1,27            | −7,8             |                  |
| Середній мінімум, °C                          | −18,04           | −17,16           | −12,15           | −6,43            | −1,48            | 3,33             | 10,33            | 10,45            | 6,54             | 1,19             | −4,36            | −10,88           |                  |
| Норма опадів, мм                              | 98               | 82               | 78               | 55               | 72               | 98               | 106              | 103              | 95               | 93               | 78               | 99               |                  |
| Середньомісячна швидкість вітру, м/с          | 6.51             | 6.30             | 6.30             | 5.81             | 5.09             | 4.83             | 4.46             | 4.64             | 5.33             | 5.76             | 6.26             | 6.75             |                  |
| Середньомісячна сонячна радіація, кДж/м²·день | 3474             | 6580             | 10874            | 14636            | 17282            | 18602            | 18032            | 15053            | 10769            | 6252             | 3529             | 2567             |                  |
| --------------------------------------------- | ---------------- | ---------------- | ---------------- | ---------------- | ---------------- | ---------------- | ---------------- | ---------------- | ---------------- | ---------------- | ---------------- | ---------------- | ---------------- |
| Джерело:                                      |                  |                  |                  |                  |                  |                  |                  |                  |                  |                  |                  |                  |                  |